# Akant syryjski
Akant syryjski (Acanthus hirsutus subsp. syriacus (Boiss.) Brummitt – według The Plant List jest to podgatunek akanta Acanthus hirsutus, w innych ujęciach taksonomicznych ma status gatunku. Rośnie dziko w Izraelu, Libanie, Syrii i Turcji.

## Morfologia i biologia
Roślina wieloletnia, hemikryptofit o pąkach zimujących na powierzchni ziemi. Rośnie w lasach, zaroślach, na półpustyniach. Osiąga wysokość do 180 cm. Ulistnienie naprzeciwległe, liście pierzaste, głęboko wcinane, ząbkowane lub piłkowane, o kolczastych brzegach. Kwiaty fioletowe, zebrane w wierzchotkę lub grono. Kwitnie od marca do maja

## Obecność w kulturze
- Liście akantu syryjskiego są w całej starożytnej cywilizacji śródziemnomorskiej powszechnie używanym motywem dekoracyjnym, szczególnie na kamiennych rzeźbach[6].
- Apokryficzny List Arysteasza z II wieku naszej ery wspomina o motywie akantu na kamiennej podstawie stołu, na którym w świątyni wykładano chleby pokładne[6].